# Собор Святых Петра и Павла (Таруса)
Собор Святых Петра и Павла — приходской храм Калужской епархии Русской православной церкви, расположенный в городе Тарусе. Адрес — Калужская область, Тарусский район, Таруса, улица Ленина, 1В.

## История
Из древних исторических актов известно, что в Тарусе ещё в XVI веке существовал городской собор в честь святителя Николая Чудотворца. В 1779 году в Тарусе случился сильный пожар, после которого в городе осталось только 23 дома. Сгорел тогда и деревянный Николаевский собор. После пожара город перепланировали по новому регулярному плану, который получили все российские города по повелению императрицы Екатерины II.
В 1785 году указом от 13 мая Тарусскому Городничему было велено построить в Тарусе каменную соборную церковь с колокольней, кроме иконостаса за 5989 рублей, за счёт казны. Приказывалось начать постройку в 1785 году, а окончить в 1787 году. Строительные работы собора были окончены в 1789 году.
Сохранился договор, по которому Калужский купец Иван Максимович Алтынников взялся построить в Тарусе собор. Договор Алтынников заключил Калужской Наместнической Казённой Палатой 18 марта 1785 года. Однако к назначенному сроку собор не был окончен. По осмотру архитектора 5 июня 1786 года некоторые материалы были найдены недоброкачественными и работы были на время приостановлены.
Архитектором Петро-Павловского собора является Иван Денисович Ясныгин, калужский губернский архитектор с 1785 по 1822 год. Иван Ясныгин вошёл в историю архитектуры Калужского края как продолжатель архитектора Петра Романовича Никитина.
22 марта 1790 года собор был освящён в честь святых апостолов Петра и Павла.
Собор был выстроен сначала продолговатым с трёхъярусной каменной колокольней, но боковых приделов не имел. У тарусского собора Петра и Павла была задумана сравнительно небольшая по размерам трапезная, позднее, в 1820-х годах были построены два других придела. По окончании устройства в соборе стало три престола:
- Первоверховных Апостолов Петра и Павла;
- Святителя и Чудотворца Николая (освящён 25 июня 1823 года);
- Успения Пресвятой Богородицы (освящён 1 октября 1833 года).

Сравнительно небольшие размеры собора были определены небольшим населением Тарусы. В 1871 году была установлена каменная ограда метровой высоты с ажурной железной решёткой. Внутри ограды в окружении плодовых деревьев и сирени находились могилы священнослужителей. Собор имел главный колокол весом 210 пудов. Всего на звоннице было семь колоколов.
Сохранился документ, из которого видно, что в 1788 году 25 октября велено было построить иконостас на средства Екатерины II. Ниже приведено описание соборных иконостасов, со всеми иконами:
… Святой престол в честь святых апостолов Петра и Павла был дубовый. Святый антиминс на нем белого цвета, священнодействовал преосвященным Калужским Григорием вторым. По правую сторону – Нерукотворный образ Спасителя, в серебряном окладе и с серебряным венцом. По левую сторону — в киоте из красного дерева образ Казанской Божией Матери, в сребропозлащенной ризе и с венцом, осыпанным разными драгоценными камнями и мелким жемчугом (поступил в собор в 1847 г. после смерти Шеньшиной). Жертвенник – дубовый, над ним икона Успения Пресвятой Богородицы. В святом алтаре Николаевского придела — престол и жертвенник дубовые. Запрестольный образ Казанской Пресвятой Богородицы. Большой крест для крестного хода. В святом алтаре Успенского придела престол и жертвенник – дубовые…Даниил Яхонтов, 
В 1930-е годы храм закрыли, священнослужителей арестовали и репрессировали, с 1936 года в здании разместился Дом пионеров. Купола Петропавловского собора и колокольня были разобраны. На месте главного алтаря была сцена, всё пространство собора было поделено на два этажа. Был уничтожен некрополь вокруг храма.
В 1991 году от православных верующих была подана заявка к городским и районным властям о передаче собора Калужскому епархиальному управлению. Она не была удовлетворена, но в 1995 году просьба была повторена. Архиепископ Калужский и Боровский Климент обращался к городскому Голове по поводу выселения из храма Дома творчества. В 1997 году верующие снова возобновили свою просьбу.
Возрождение собора началось с передачи здания Калужской епархии. 22 июля 1999 года собор передан Калужской епархии на основании совместного распоряжения Министерства культуры РФ и Министерства государственного имущества РФ от 4 ноября 1998 года. Архитектором собора стал Александр Любешкин.
Первый молебен и многолюдный крестный ход прошел 12 июля 2001 года, его возглавил архиепископ Калужский и Боровский Климент. В 2003 году был полностью восстановлен восьмерик главного купола, его барабан и поставлен крест. В 2004 года в мае и июне были поставлены кресты на купола приделов Николая Чудотворца и Успенский.
К весне 2005 года строители завершили возведение трехъярусной колокольни. Необходимо было собрать несколько сот тысяч рублей на звонницу. Вскоре необходимая сумма — 600 тысяч рублей, при поддержке местных жителей, была собрана, из них на главный колокол — 200 тысяч рублей. Известны имена более восьмисот человек, которые пожертвовали на колокол. 12 июля на Петров день при большом стечении народа колокола подняли на третий ярус колокольни.

## Причт

### До 1930-х годов
Причт Петропавловского собора состоял из протоиерея, священника, диакона и двух псаломщиков. В разное время настоятелями собора были:

## Галерея

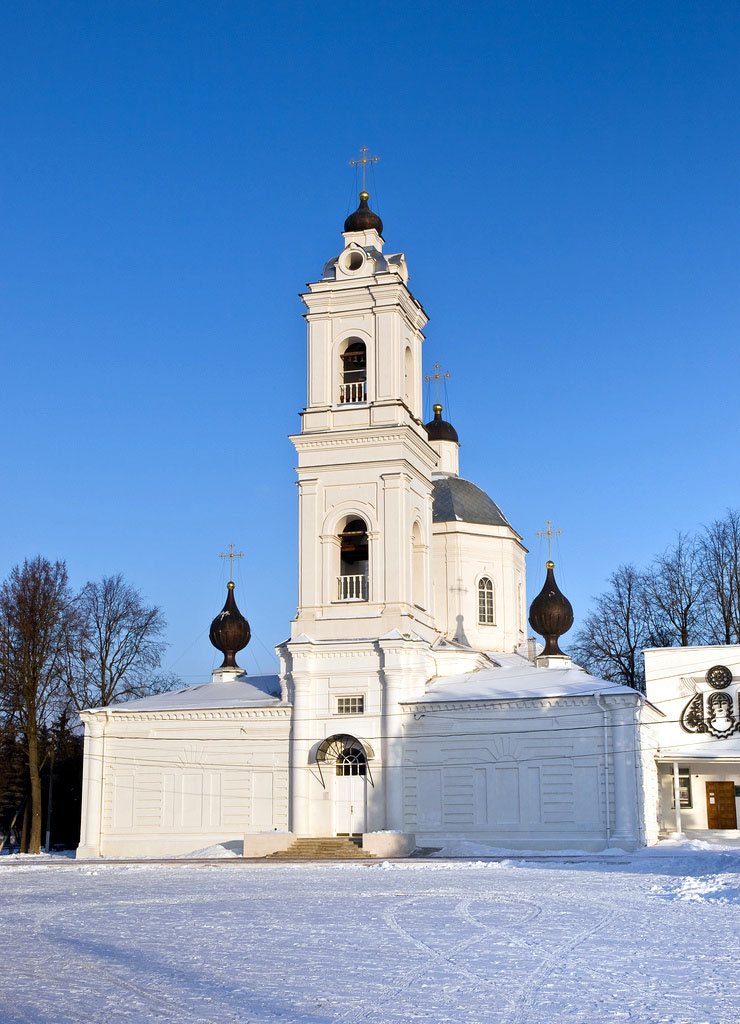
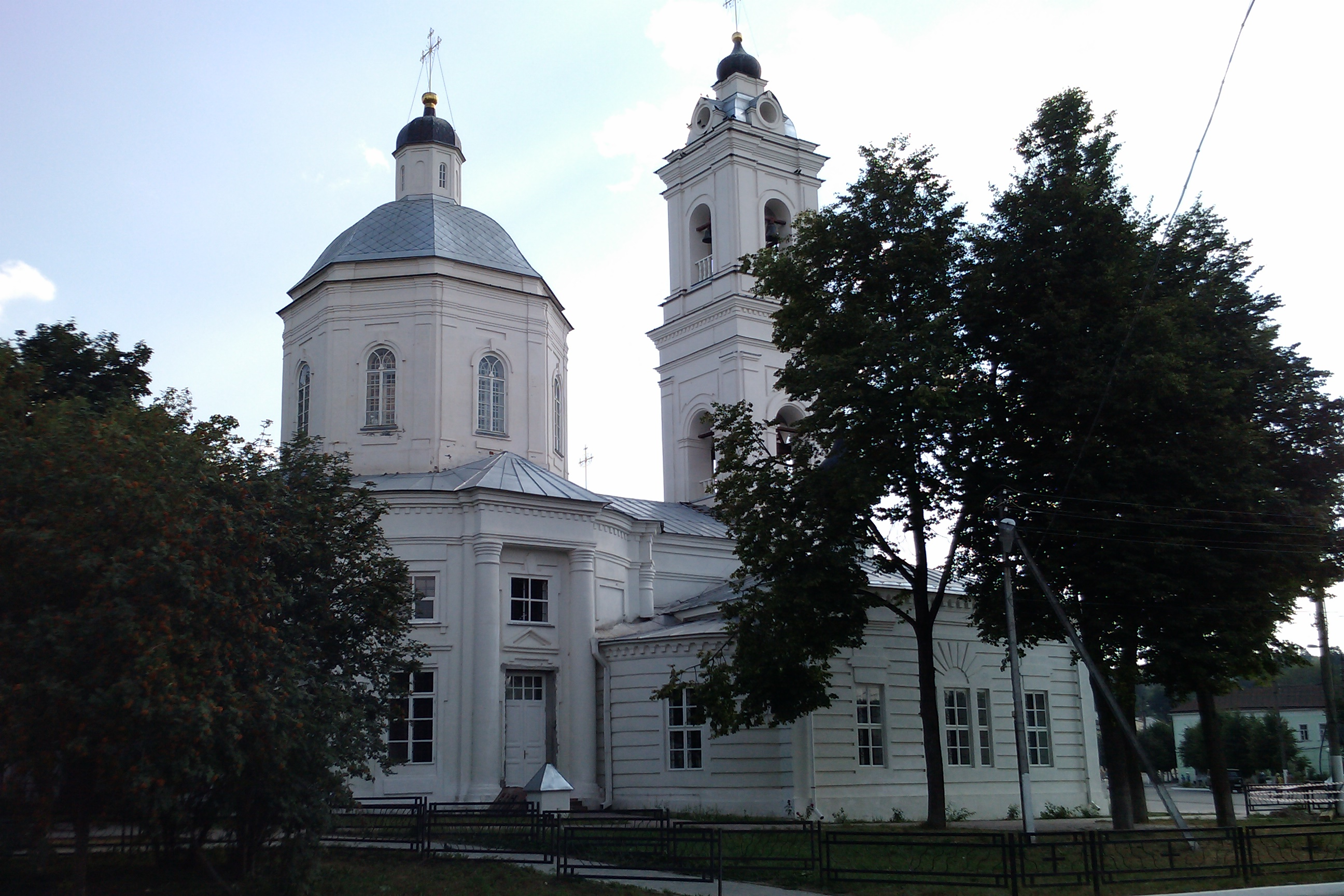
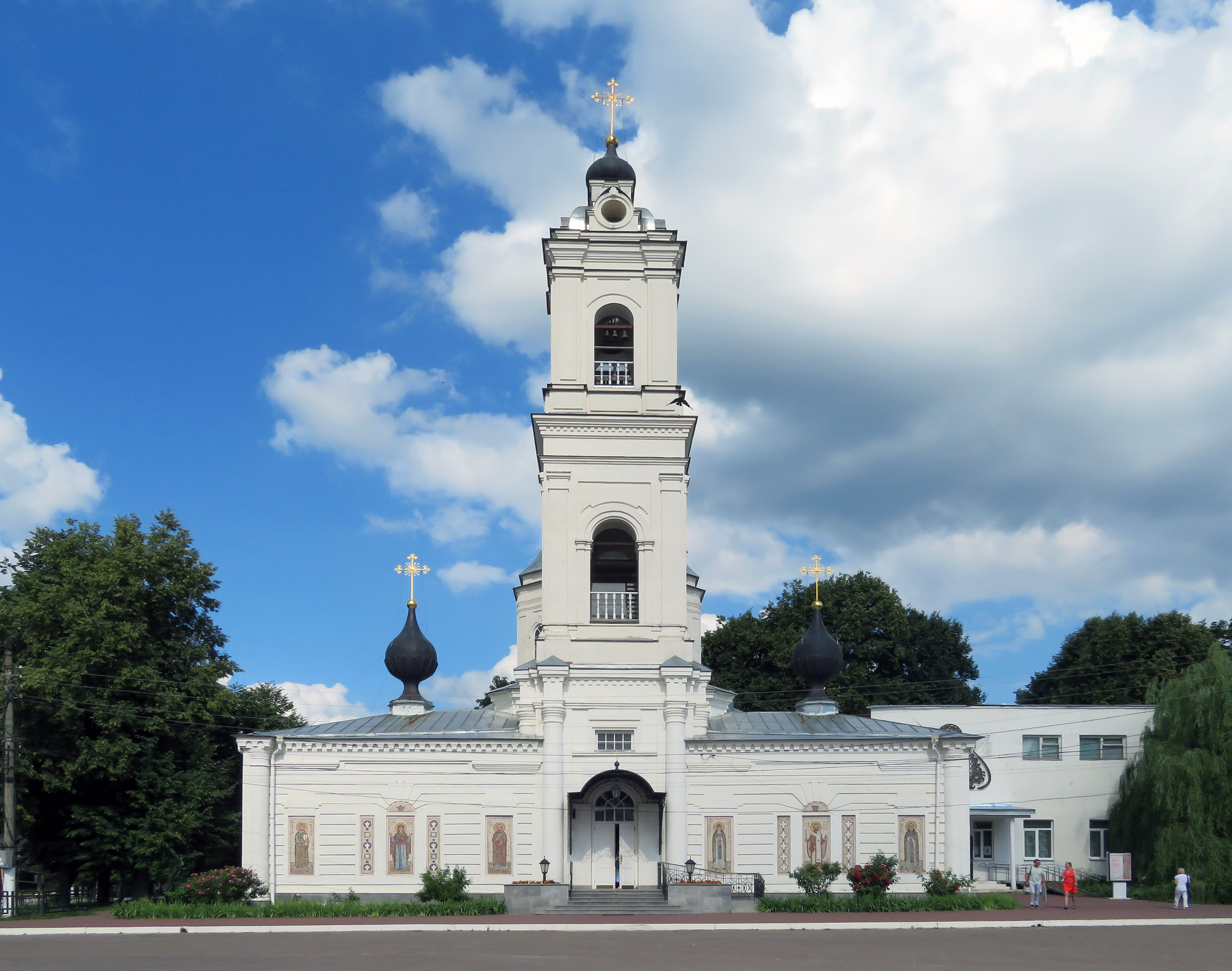
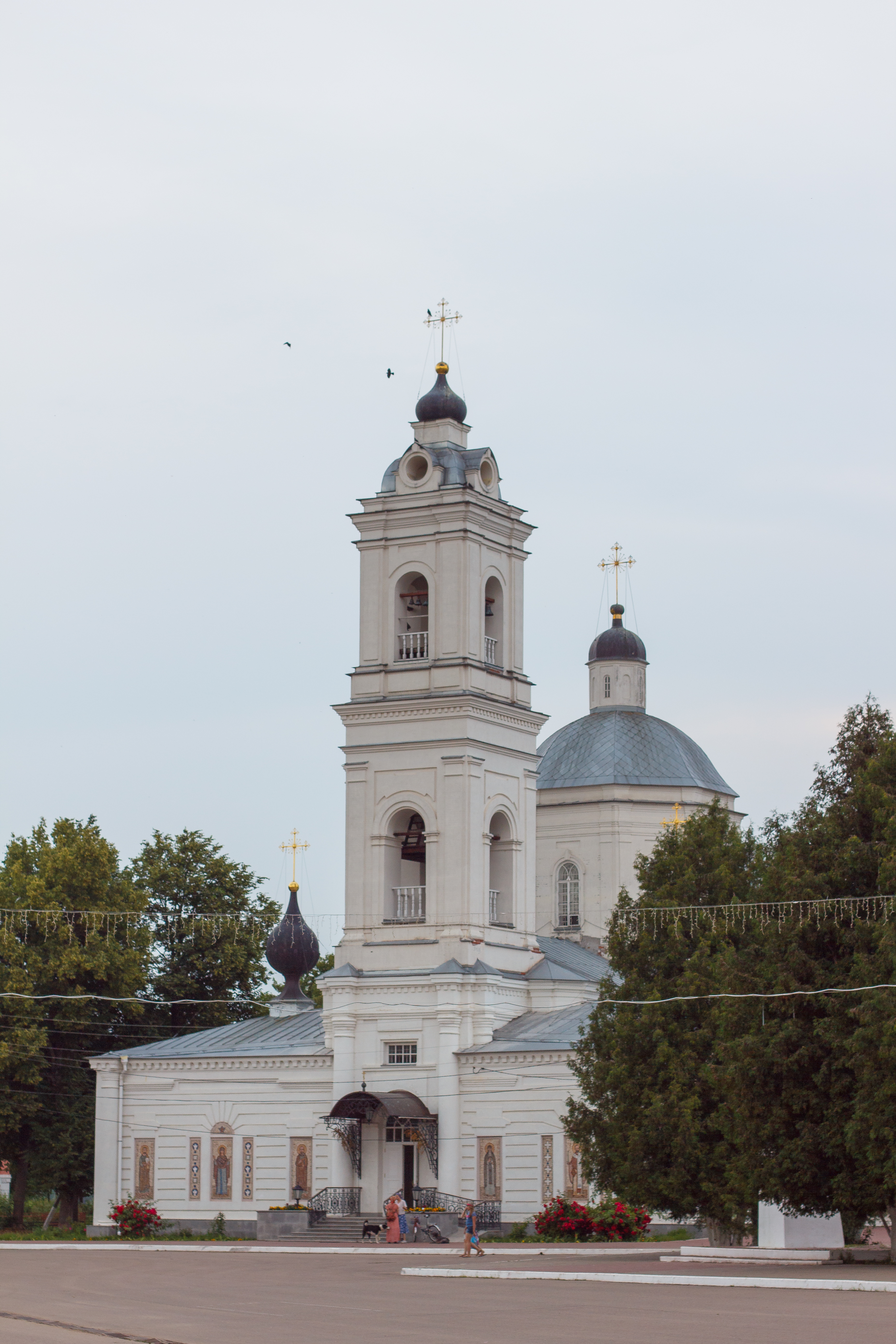
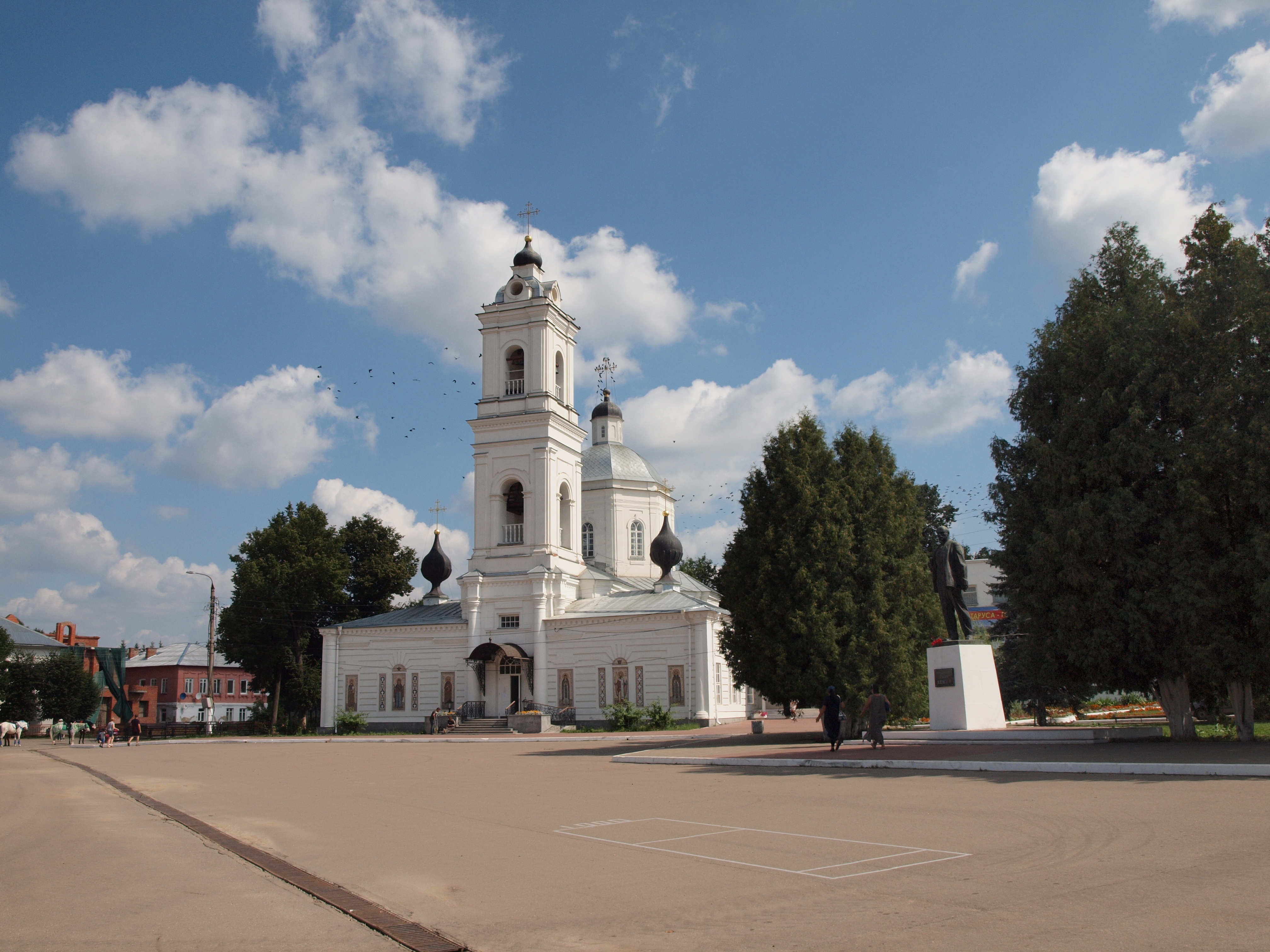
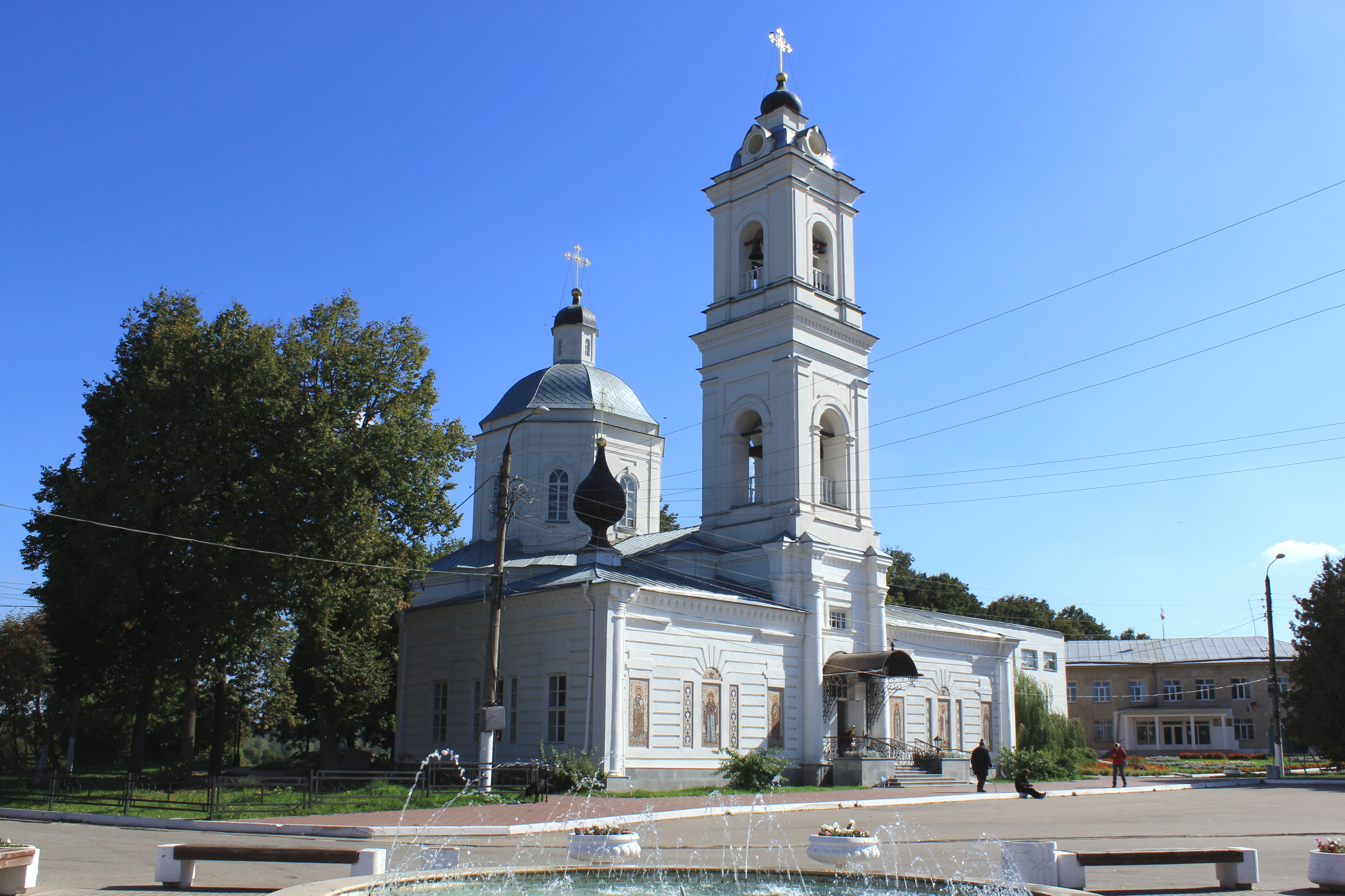
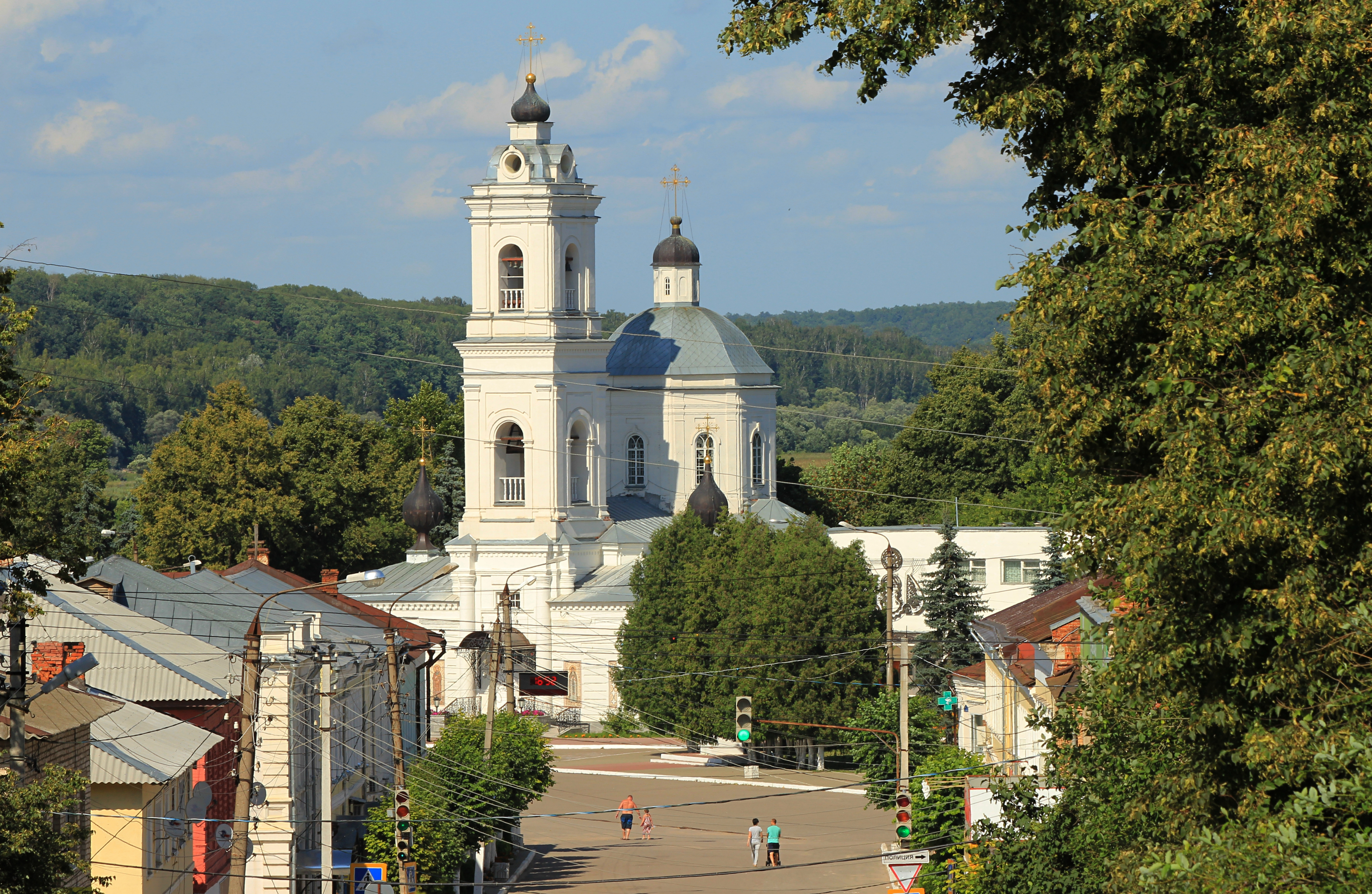
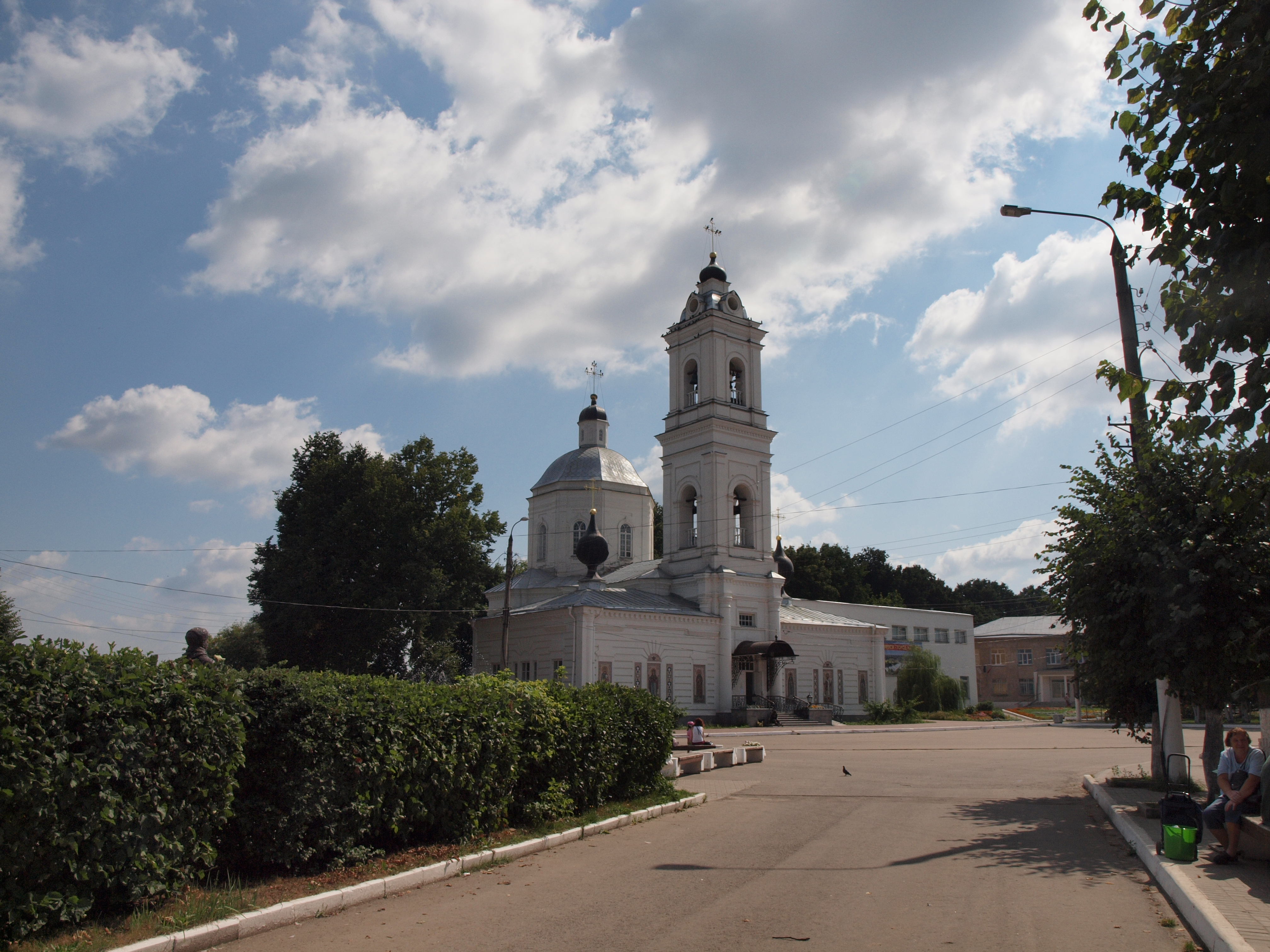
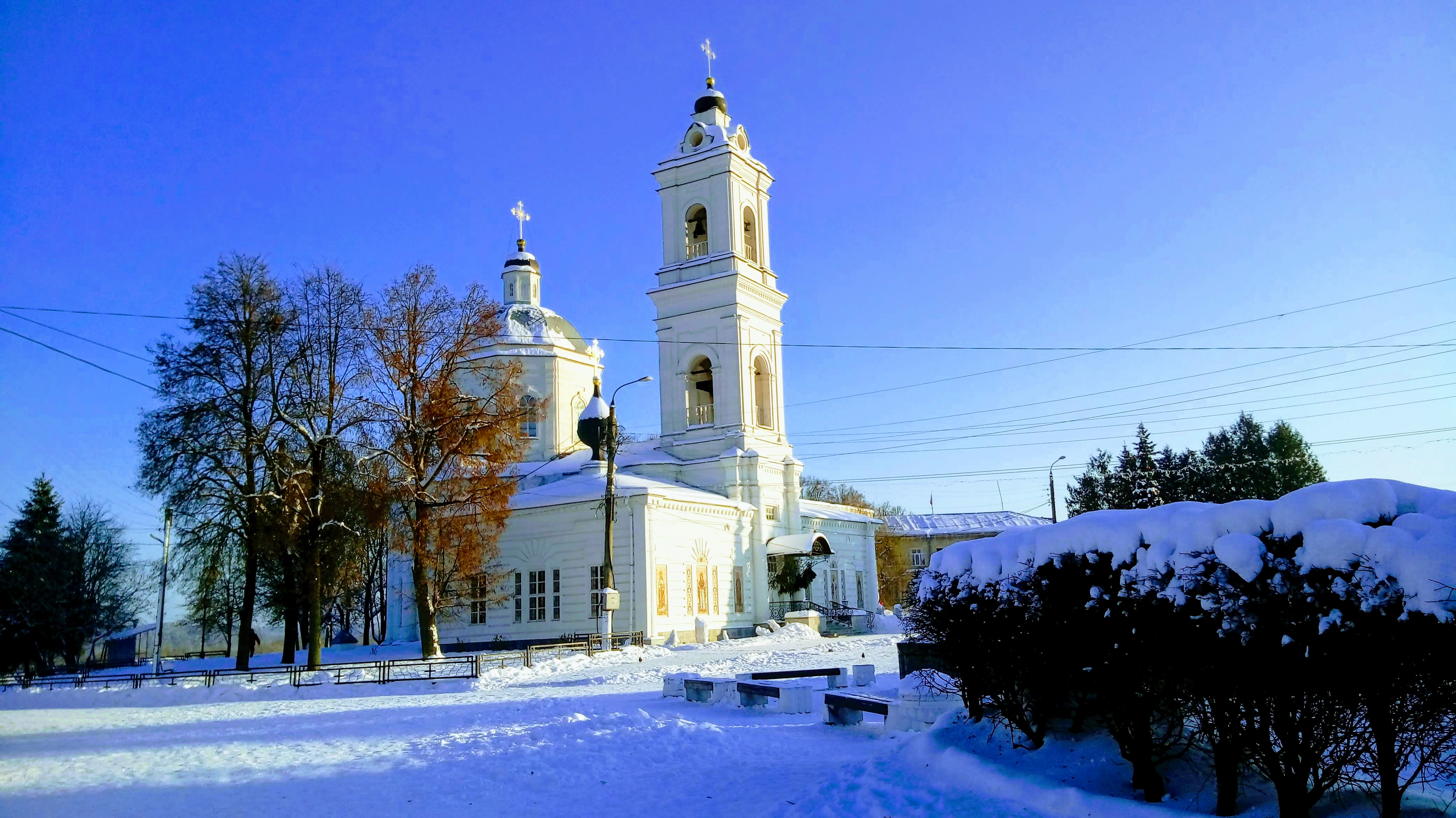
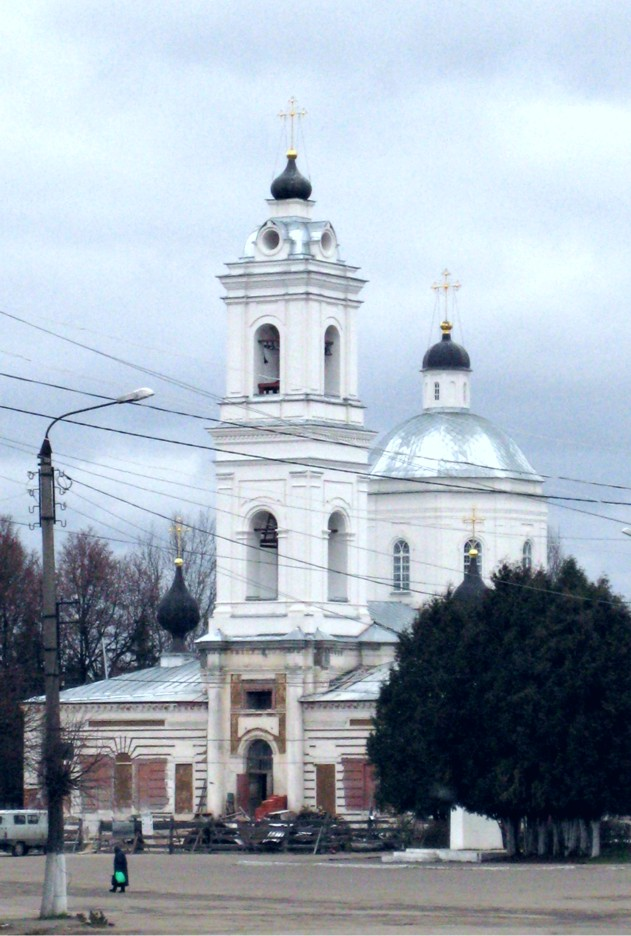

#### Протоиереи
| Имя                                   | Годы работы               |
| ------------------------------------- | ------------------------- |
| Максим Богоявленский                  | -                         |
| Михаил Февралёв                       | 1866—1870                 |
| Иоанн Раевский                        | с 1874, протоиерей с 1899 |
| Фёдор Смирнов                         | с 1899, протоиерей с 1905 |
| Николай Иоаннович Соколов             | с 1905—1908               |
| Иоанн Иоаннович Бархатов              | с 1898, протоиерей с 1916 |
| Анатолий Орлов                        | 1930-е                    |
| Серафим (Григорий Кириллович Кокотов) | 1930—1933                 |

#### Диаконы
| Имя                      | Годы работы |
| ------------------------ | ----------- |
| Василий Ненарокомов      | 1850        |
| Григорий Попов           | 1866-1874   |
| Иоанн Орлов              | 1874        |
| Николай Чертков          | до 1898     |
| Николай Кольцов          | 1898        |
| Александр Одигитриевский | 1898-1906   |
| Василий Страхов          | 1899-1913   |
| Иоанн Жуков              | 1913        |
| Николай Азбукин          | с 1917      |

#### Старосты
| Имя          | Годы работы |
| ------------ | ----------- |
| Ананий Панов | 1869        |
| Осип Ельцов  | 1872        |
| Семен Ельцов | 1905-1913   |

#### Псаломщики
| Имя                | Годы работы           |
| ------------------ | --------------------- |
| Владимир Лебедев   | 1867                  |
| Андрей Лебедев     | 1874                  |
| Афанасий Любимов   | 1898                  |
| Василий Покровский | до 1910               |
| Иоанн Покровский   | с 1910, дьякон с 1915 |
| Пётр Быков         | 1915                  |
| Константин Смирнов | с 1915                |
| Иоанн Нестеров     | до 1917               |
| Илия Архангельский | 1917                  |

#### Звонари
| Имя                      | Годы работы |
| ------------------------ | ----------- |
| Николай Иванович Чемисов | 1920-е      |